# Guido Miglioli

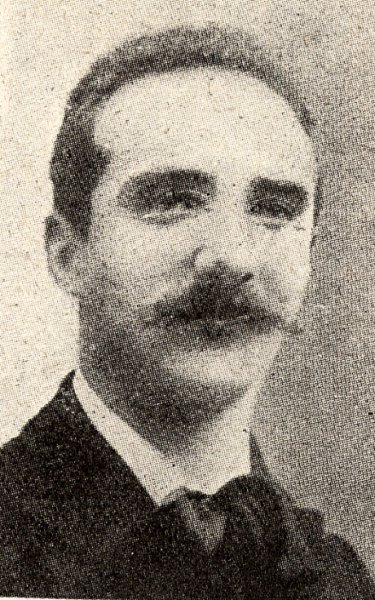
Guido Miglioli

Guido Miglioli (Castelnuovo Gherardi, 18 de mayo de 1879 – Milán, 24 de octubre de 1954) fue un político y sindicalista italiano.

## Biografía
Nacido en una familia campesina y católica, licenciado en Derecho, se interesó rápidamente por los problemas de los pequeños propietarios agrícolas y jornaleros, organizando los sindicatos de agricultores católicos, las «Ligas blancas»: candidato a las elecciones de 1913, fue elegido diputado. Fundó en Cremona el periódico L’Azione, a través del cual impulsó su lucha a favor de los campesinos, enfrentándose a los socialistas. Según Miglioli, los jornaleros deberían transformarse con el tiempo en pequeños propietarios, a diferencia de los socialistas, que tenían como objetivo la nacionalización de la propiedad agraria.
Con el estallido de la Primera Guerra Mundial los católicos de Miglioli se posicionaron en clave neutralista. Se hizo conocido entonces el lema «No guerra, sino tierra». El 27 de diciembre de 1917 Miglioli, precisamente por sus posiciones neutralistas, tuvo que afrontar la acusación de «derrotismo» por parte de los intervencionistas de izquierda como Roberto Farinacci, militante de la corriente reformista del Partido Socialista Italiano en aquella época. En febrero de 1918 Miglioli denunció después a Farinacci por «instigación al delito y la violencia» pero el proceso que siguió vio la victoria de Farinacci y las acusaciones fueron retiradas.
En 1919 Miglioli se afilió al Partido Popular Italiano (PPI) y ese mismo año fue elegido diputado con más de 10.000 votos. Se batió contra los grandes propietarios agrarios durante las luchas sindicales de posguerra; fue impopular tanto dentro del propio PPI como entre los fascistas, que no compartían sus ideas sociales y sus simpatías por las reivindicaciones de los partidos de izquierda. Miglioli escribió lo siguiente:

«Vosotros, campesinos, sois la vanguardia del movimiento arrollador que como la onda de un maremoto debe convulsionar todo, de los Alpes al mar. Las armas están preparadas: cuatro mil fusiles, cuatro mil bombas, cuatro mil puñales para hundirse en el vientre hinchado de la burguesía agrícola. Causaremos a los agrarios el fin de Judas, les colgaremos de los pies boca abajo de los árboles de nuestra tierra».

Fue expulsado del PPI en 1924. Tuvo que abandonar Italia y partir al exilio a finales de 1926, estableciéndose en Suiza y posteriormente en Francia. En 1929 participó en Berlín en el I Congreso Internacional Antifascista y también vivió en la Unión Soviética, alabando la experiencia de la colectivización de la agricultura. 
Detenido en 1940 en Francia por parte de los nazis, fue entregado a la policía italiana, que lo condenó al confinamiento en la ciudad lucana de Lavello. Su estancia fue finalmente menos hostil de lo esperado, al ser puesto bajo la protección de Mauro Fuggeta, un comerciante de Lavello con gran predicamento en la localidad y que, fascinado por sus ideas, intentó ayudarlo con cualquier medio disponible, incluso como testaferro. Liberado momentáneamente a la caída del fascismo en 1943, fue detenido de nuevo en 1944 y entregado a los fascistas vinculados a Roberto Farinacci, que lo confinaron en la casa de sus familiares. Allí fue establecida incluso una guardia para protegerlo y al mismo tiempo vigilar que no se implicase en política. El 25 de abril de 1945, con la caída de la República Social Italiana, regresó a la libertad. Los días anteriores, Roberto Farinacci, en el periódico Regime fascista, había dado a entender su intención de liderar la retirada de Cremona de manera incruenta, pero amenazando con duras represalias en caso de que hubiese violencia contra los fascistas y sus familias. Miglioli, durante la tarde del día 25 de abril, intentó por su parte mediar con Farinacci para obtener la rendición incondicional, sin éxito. Farinacci, por su parte, expuso sus condiciones de rendición, que fueron rechazadas por el CLN. Los intentos fueron infructuosos y una columna encabezada por Farinacci abandonó la ciudad el 27 de abril.
En la inmediata posguerra, el nuevo partido católico de la Democracia Cristiana rechazó su afiliación. De cara a las elecciones generales del 18 de abril de 1948 fundó un pequeño movimiento de la izquierda cristiana denominado Movimiento Cristiano por la Paz, que confluyó en el Frente Democrático Popular (coalición formada por el PCI y el PSI), siendo candidato, pero sin resultar elegido. Continuó ocupándose de la política y los problemas sindicales, también junto a su viejo amigo Primo Mazzolari, ambos aislados y vistos con sospecha por las jerarquías católicas. Está enterrado en el cementerio de Soresina.